# Faza grupelor UEFA Europa League 2013-2014
Faza grupelor a UEFA Europa League 2013-2014 s-a jucat între 19 septembrie - 12 decembrie 2013. Un număr de 48 de echipe au evoluat în faza grupelor.

## Tragerea la sorți
Tragerea la sorți a avut loc pe 30 august 2013, ora 13:00 CEST (UTC+2), la Grimaldi Forum, Monaco. The 48 teams were allocated into four pots based on their UEFA club coefficients at the beginning of the season. They were drawn into twelve groups of four containing one team from each of the four seeding pots, with the restriction that teams from the same national association could not be drawn against each other. Moreover, the draw was controlled for teams from the same association in order to split the teams evenly into the two sets of groups (A–F, G–L) for maximum television coverage.
The fixtures were decided after the draw. On each matchday, six groups played their matches at 19:00 CEST/CET, while the other six groups played their matches at 21:05 CEST/CET, with the two sets of groups (A–F, G–L) alternating between each matchday. There were other restrictions, e.g., teams from the same city (e.g., Sevilla and Real Betis) in general did not play at home on the same matchday (UEFA tried to avoid teams from the same city playing at home on the same day), and Russian and Kazakh teams did not play at home on the last matchday due to cold weather.

## Echipe
Below were the 48 teams which qualified for the group stage (with their 2013 UEFA club coefficients), grouped by their seeding pot. They included 7 teams which entered in this stage, the 29 winners of the play-off round, the 9 losers of the Champions League play-off round, and 3 teams which qualified due to disqualification of other teams:
- Maccabi Tel Aviv: On 14 august 2013, Metalist Kharkiv were disqualified from the 2013–14 UEFA club competitions because of previous match-fixing.[6] UEFA decided to replace Metalist Kharkiv in the Champions League play-off round with PAOK, who were eliminated by Metalist Kharkiv in the third qualifying round.[7] Thus, Maccabi Tel Aviv, the opponent of PAOK in the Europa League play-off round, qualified directly for the Europa League group stage.
- Tromsø: On 25 June 2013, Beșiktaș were banned by UEFA from the 2013–14 UEFA club competitions because of the 2011 Turkish sports corruption scandal.[8][9] They appealed the ban to the Court of Arbitration for Sport, and on 18 July 2013 it was ruled that the ban should be temporarily lifted and they should be included in the qualifying round draws of the Europa League, until the final decision to be made before the end of August 2013.[10] Beșiktaș competed in the Europa League play-off round and won. On 30 august 2013, the Court of Arbitration for Sport upheld UEFA's ban, meaning Beșiktaș were banned from the 2013–14 UEFA Europa League.[11] UEFA decided to replace Beșiktaș in the Europa League group stage with Tromsø, who were eliminated by Beșiktaș in the play-off round.[12]
- APOEL: On 25 June 2013, Fenerbahçe were banned by UEFA from the 2013–14 UEFA club competitions because of the 2011 Turkish sports corruption scandal.[8][9] They appealed the ban to the Court of Arbitration for Sport, and on 18 July 2013 it was ruled that the ban should be temporarily lifted and they should be included in the qualifying round draws of the Champions League, until the final decision to be made before the end of August 2013.[10][13][14] Fenerbahçe competed in the Champions League qualifying rounds and lost in the play-off round. On 28 august 2013, the Court of Arbitration for Sport upheld UEFA's ban, meaning Fenerbahçe were banned from the 2013–14 UEFA Europa League.[15][16] A draw was held on 30 august 2013, 09:00, in Monaco, to select a team to replace Fenerbahçe in the Europa League group stage among the teams eliminated in the play-off round,[17] and was won by APOEL.[18]

| Legendă                                                                                   |
| ----------------------------------------------------------------------------------------- |
| Echipele clasate pe locurile 1 și 2 în grupe acced mai departe în șaisprezecimi de finală |

| Echipa               | Coeff   |
| -------------------- | ------- |
| Valencia             | 102.605 |
| Lyon[CL]             | 95.800  |
| Tottenham Hotspur[Q] | 69.592  |
| Dynamo Kyiv[Q]       | 68.951  |
| PSV Eindhoven[CL]    | 64.945  |
| Bordeaux             | 59.800  |
| Rubin Kazan[Q]       | 58.266  |
| Sevilla[Q]           | 55.105  |
| Standard Liège[Q]    | 45.880  |
| Fiorentina[Q]        | 42.829  |
| Lazio                | 41.829  |
| AZ[Q]                | 39.445  |

| Echipa                   | Coeff  |
| ------------------------ | ------ |
| APOEL[LL]                | 35.366 |
| PAOK[CL]                 | 28.800 |
| Red Bull Salzburg[Q]     | 28.075 |
| Genk[Q]                  | 26.880 |
| Dinamo Zagreb[CL]        | 25.916 |
| Dnipro Dnipropetrovsk[Q] | 23.951 |
| Trabzonspor[Q]           | 21.400 |
| Anzhi Makhachkala        | 20.266 |
| Real Betis[Q]            | 17.605 |
| Wigan Athletic           | 16.592 |
| Swansea City[Q]          | 16.592 |
| Freiburg                 | 15.922 |

| Echipa                 | Coeff  |
| ---------------------- | ------ |
| Eintracht Frankfurt[Q] | 15.922 |
| Vitória de Guimarães   | 14.333 |
| Legia Varșovia[CL]     | 13.650 |
| Maccabi Haifa[Q]       | 13.575 |
| Rapid Viena[Q]         | 13.075 |
| Paços de Ferreira[CL]  | 12.833 |
| Estoril[Q]             | 11.833 |
| Sheriff Tiraspol[Q]    | 11.533 |
| Cernomoreț Odesa[Q]    | 9.951  |
| Maribor[CL]            | 9.941  |
| Kuban Krasnodar[Q]     | 9.266  |
| Elfsborg[Q]            | 8.125  |

| Echipa                 | Coeff |
| ---------------------- | ----- |
| Maccabi Tel Aviv[Q]    | 8.075 |
| Slovan Liberec[Q]      | 7.745 |
| Thun[Q]                | 7.285 |
| Zulte Waregem[Q]       | 6.880 |
| Apollon Limassol[Q]    | 6.366 |
| Tromsø[LL]             | 6.335 |
| St. Gallen[Q]          | 5.785 |
| Esbjerg[Q]             | 5.140 |
| Rijeka[Q]              | 4.916 |
| Pandurii Târgu Jiu[Q]  | 4.604 |
| Ludogorets Razgrad[CL] | 3.450 |
| Shakhter Karagandy[CL] | 2.941 |

Notes
1. CL Losers of the Champions League play-off round
2. Q Qualified through play-off round
3. LL Qualified as "lucky loser" due to disqualification of Fenerbahçe and Beșiktaș respectively

## Format
In each group, teams played against each other home-and-away in a round-robin format. The group winners and runners-up advanced to the round of 32, where they were joined by the eight third-placed teams from the Champions League group stage.

### Tiebreakers
The teams are ranked according to points (3 points for a win, 1 point for a tie, 0 points for a loss). If two or more teams are equal on points on completion of the group matches, the following criteria are applied to determine the rankings:
1. higher number of points obtained in the group matches played among the teams in question;
2. superior goal difference from the group matches played among the teams in question;
3. higher number of goals scored in the group matches played among the teams in question;
4. higher number of goals scored away from home in the group matches played among the teams in question;
5. If, after applying criteria 1 to 4 to several teams, two teams still have an equal ranking, criteria 1 to 4 are reapplied exclusively to the matches between the two teams in question to determine their final rankings. If this procedure does not lead to a decision, criteria 6 to 8 apply;
6. superior goal difference from all group matches played;
7. higher number of goals scored from all group matches played;
8. higher number of coefficient points accumulated by the club in question, as well as its association, over the previous five seasons.

## Grupele
The matchdays were 19 September, 3 October, 24 October, 7 November, 28 November, and 12 December 2013. The match kickoff times were 19:00 and 21:05 CEST/CET, except for matches in Russia which were 18:00 CEST/CET and in Kazakhstan which the first two were 18:00 CEST/CET and the last one was 16:00 CEST/CET. Times up to 26 October 2013 (matchdays 1–3) were CEST (UTC+2), thereafter (matchdays 4–6) times were CET (UTC+1).
| Legenda culorilor                                                             |
| ----------------------------------------------------------------------------- |
| Echipele clasate pe locurile 1 și 2 în grupe acced în Șaisprezecimi de finală |

### Grupa A
| Echipa          | MJ | V | E | Î | GM | GP | G  | Pct |
| --------------- | -- | - | - | - | -- | -- | -- | --- |
| Valencia        | 6  | 4 | 1 | 1 | 12 | 7  | +5 | 13  |
| Swansea City    | 6  | 2 | 2 | 2 | 6  | 4  | +2 | 8   |
| Kuban Krasnodar | 6  | 1 | 3 | 2 | 7  | 7  | 0  | 6   |
| St. Gallen      | 6  | 2 | 0 | 4 | 6  | 13 | −7 | 6   |

Tiebreakers
- Kuban Krasnodar are ranked ahead of St. Gallen on head-to-head goal difference.

| Echipa          | MJ | V | E | Î | GM | GP | G  | Pct |
| --------------- | -- | - | - | - | -- | -- | -- | --- |
| Kuban Krasnodar | 2  | 1 | 0 | 1 | 4  | 2  | +2 | 3   |
| St. Gallen      | 2  | 1 | 0 | 1 | 2  | 4  | −2 | 3   |

| Valencia | 0–3    | Swansea City                     |
| -------- | ------ | -------------------------------- |
|          | Report | Bony 14' Michu 58' De Guzmán 62' |

| St. Gallen               | 2–0    | Kuban Krasnodar |
| ------------------------ | ------ | --------------- |
| Karanović 56' Mathys 76' | Report |                 |

| Kuban Krasnodar | 0–2    | Valencia                 |
| --------------- | ------ | ------------------------ |
|                 | Report | Alcácer 73' Feghouli 81' |

| Swansea City  | 1–0    | St. Gallen |
| ------------- | ------ | ---------- |
| Routledge 52' | Report |            |

| Swansea City | 1–1    | Kuban Krasnodar    |
| ------------ | ------ | ------------------ |
| Michu 68'    | Report | Cissé 90+3' (pen.) |

| Valencia                                            | 5–1    | St. Gallen |
| --------------------------------------------------- | ------ | ---------- |
| Alcácer 12' Cartabia 21', 30' Costa 33' Canales 71' | Report | Nater 74'  |

| Kuban Krasnodar | 1–1    | Swansea City |
| --------------- | ------ | ------------ |
| Baldé 90+2'     | Report | Bony 9'      |

| St. Gallen              | 2–3    | Valencia                    |
| ----------------------- | ------ | --------------------------- |
| Besle 37' Karanović 66' | Report | Piatti 30', 76' Canales 86' |

| Kuban Krasnodar                           | 4–0    | St. Gallen |
| ----------------------------------------- | ------ | ---------- |
| Melgarejo 3', 71' Ignatyev 54' Kaboré 90' | Report |            |

| Swansea City | 0–1    | Valencia   |
| ------------ | ------ | ---------- |
|              | Report | Parejo 20' |

| Valencia    | 1–1    | Kuban Krasnodar |
| ----------- | ------ | --------------- |
| Alcácer 67' | Report | Melgarejo 84'   |

| St. Gallen | 1–0    | Swansea City |
| ---------- | ------ | ------------ |
| Mathys 80' | Report |              |

### Grupa B
| Echipa             | MJ | V | E | Î | GM | GP | G  | Pct |
| ------------------ | -- | - | - | - | -- | -- | -- | --- |
| Ludogorets Razgrad | 6  | 5 | 1 | 0 | 11 | 2  | +9 | 16  |
| Cernomoreț Odesa   | 6  | 3 | 1 | 2 | 6  | 6  | 0  | 10  |
| PSV Eindhoven      | 6  | 2 | 1 | 3 | 4  | 5  | −1 | 7   |
| Dinamo Zagreb      | 6  | 0 | 1 | 5 | 3  | 11 | −8 | 1   |

| Dinamo Zagreb | 1–2    | Cernomoreț Odesa           |
| ------------- | ------ | -------------------------- |
| Fernándes 43' | Report | Antonov 62' Dja Djédjé 65' |

| PSV Eindhoven | 0–2    | Ludogorets Razgrad      |
| ------------- | ------ | ----------------------- |
|               | Report | Bezjak 60' Misidjan 74' |

| Ludogorets Razgrad                          | 3–0    | Dinamo Zagreb |
| ------------------------------------------- | ------ | ------------- |
| Juninho Quixadá 12' Misidjan 34' Dyakov 61' | Report |               |

| Cernomoreț Odesa | 0–2    | PSV Eindhoven           |
| ---------------- | ------ | ----------------------- |
|                  | Report | Depay 13' Jozefzoon 88' |

| Cernomoreț Odesa | 0–1    | Ludogorets Razgrad |
| ---------------- | ------ | ------------------ |
|                  | Report | Zlatinski 45'      |

| Dinamo Zagreb | 0–0    | PSV Eindhoven |
| ------------- | ------ | ------------- |
|               | Report |               |

| Ludogorets Razgrad  | 1–1    | Cernomoreț Odesa |
| ------------------- | ------ | ---------------- |
| Juninho Quixadá 47' | Report | Gai 64'          |

| PSV Eindhoven          | 2–0    | Dinamo Zagreb |
| ---------------------- | ------ | ------------- |
| Maher 29' Toivonen 57' | Report |               |

| Cernomoreț Odesa          | 2–1    | Dinamo Zagreb |
| ------------------------- | ------ | ------------- |
| Antonov 78' Didenko 90+1' | Report | Bećiraj 20'   |

| Ludogorets Razgrad | 2–0    | PSV Eindhoven |
| ------------------ | ------ | ------------- |
| Bezjak 38', 79'    | Report |               |

| Dinamo Zagreb | 1–2    | Ludogorets Razgrad   |
| ------------- | ------ | -------------------- |
| Čop 45+1'     | Report | Abalo 28' Bezjak 72' |

| PSV Eindhoven | 0–1    | Cernomoreț Odesa |
| ------------- | ------ | ---------------- |
|               | Report | Dja Djédjé 59'   |

Notes
1. ^ a b c Ludogorets Razgrad played their home matches at Stadionul Național Vasil Levski, Sofia instead of their regular stadium, Ludogorets Arena, Razgrad.
2. ^ The Dinamo Zagreb v PSV Eindhoven match was played behind closed doors due to punishment handed out by UEFA.[45]

### Grupa C
| Echipa            | MJ | V | E | Î | GM | GP | G   | Pct |
| ----------------- | -- | - | - | - | -- | -- | --- | --- |
| Red Bull Salzburg | 6  | 6 | 0 | 0 | 15 | 3  | +12 | 18  |
| Esbjerg           | 6  | 4 | 0 | 2 | 8  | 8  | 0   | 12  |
| Elfsborg          | 6  | 1 | 1 | 4 | 5  | 10 | −5  | 4   |
| Standard Liège    | 6  | 0 | 1 | 5 | 6  | 13 | −7  | 1   |

| Red Bull Salzburg                     | 4–0    | Elfsborg |
| ------------------------------------- | ------ | -------- |
| Alan 36' Soriano 44' (pen.), 69', 79' | Report |          |

| Standard Liège  | 1–2    | Esbjerg                     |
| --------------- | ------ | --------------------------- |
| Mujangi Bia 74' | Report | Van Buren 63' Bakenga 90+5' |

| Esbjerg   | 1–2    | Red Bull Salzburg |
| --------- | ------ | ----------------- |
| Diouf 89' | Report | Alan 6', 38'      |

| Elfsborg     | 1–1    | Standard Liège  |
| ------------ | ------ | --------------- |
| Claesson 23' | Report | Mujangi Bia 62' |

| Elfsborg    | 1–2    | Esbjerg           |
| ----------- | ------ | ----------------- |
| Jönsson 69' | Report | Andreasen 7', 67' |

| Red Bull Salzburg       | 2–1    | Standard Liège         |
| ----------------------- | ------ | ---------------------- |
| Soriano 53' Ramalho 85' | Report | Mujangi Bia 88' (pen.) |

| Esbjerg           | 1–0    | Elfsborg |
| ----------------- | ------ | -------- |
| Rohdén 71' (o.g.) | Report |          |

| Standard Liège | 1–3    | Red Bull Salzburg               |
| -------------- | ------ | ------------------------------- |
| M'Poku 55'     | Report | Švento 42' Kampl 45+1' Alan 59' |

| Elfsborg | 0–1    | Red Bull Salzburg |
| -------- | ------ | ----------------- |
|          | Report | Meilinger 39'     |

| Esbjerg            | 2–1    | Standard Liège |
| ------------------ | ------ | -------------- |
| Van Buren 18', 79' | Report | De Camargo 53' |

| Red Bull Salzburg       | 3–0    | Esbjerg |
| ----------------------- | ------ | ------- |
| Mané 19', 63' Kampl 58' | Report |         |

| Standard Liège | 1–3    | Elfsborg                      |
| -------------- | ------ | ----------------------------- |
| Mbombo 31'     | Report | Nilsson 41', 46' Beckmann 52' |

### Grupa D
| Echipa         | MJ | V | E | Î | GM | GP | G   | Pct |
| -------------- | -- | - | - | - | -- | -- | --- | --- |
| Rubin Kazan    | 6  | 4 | 2 | 0 | 14 | 4  | +10 | 14  |
| Maribor        | 6  | 2 | 1 | 3 | 9  | 12 | −3  | 7   |
| Zulte Waregem  | 6  | 2 | 1 | 3 | 4  | 10 | −6  | 7   |
| Wigan Athletic | 6  | 1 | 2 | 3 | 6  | 7  | −1  | 5   |

Tiebreakers
- Maribor are ranked ahead of Zulte Waregem on head-to-head goal difference.

| Echipa        | MJ | V | E | Î | GM | GP | G  | Pct |
| ------------- | -- | - | - | - | -- | -- | -- | --- |
| Maribor       | 2  | 1 | 0 | 1 | 3  | 2  | +1 | 3   |
| Zulte Waregem | 2  | 1 | 0 | 1 | 2  | 3  | −1 | 3   |

| Zulte Waregem | 0–0    | Wigan Athletic |
| ------------- | ------ | -------------- |
|               | Report |                |

| Maribor             | 2–5    | Rubin Kazan                                                       |
| ------------------- | ------ | ----------------------------------------------------------------- |
| Milec 35' Fajić 73' | Report | Gökdeniz 23' Marcano 27' Eremenko 69' Rondón 90' Ryazantsev 90+4' |

| Rubin Kazan                                              | 4–0    | Zulte Waregem |
| -------------------------------------------------------- | ------ | ------------- |
| Duplus 60' (o.g.) Eremenko 73' Ryazantsev 81' Natkho 89' | Report |               |

| Wigan Athletic               | 3–1    | Maribor     |
| ---------------------------- | ------ | ----------- |
| Powell 22', 90+1' Watson 34' | Report | Tavares 60' |

| Wigan Athletic | 1–1    | Rubin Kazan   |
| -------------- | ------ | ------------- |
| Powell 40'     | Report | Prudnikov 15' |

| Zulte Waregem | 1–3    | Maribor                         |
| ------------- | ------ | ------------------------------- |
| De Fauw 12'   | Report | Črnic 21' Mertelj 34' Mezga 49' |

| Rubin Kazan | 1–0    | Wigan Athletic |
| ----------- | ------ | -------------- |
| Kuzmin 22'  | Report |                |

| Maribor | 0–1    | Zulte Waregem     |
| ------- | ------ | ----------------- |
|         | Report | Hazard 29' (pen.) |

| Rubin Kazan | 1–1    | Maribor   |
| ----------- | ------ | --------- |
| Natkho 43'  | Report | Mezga 86' |

| Wigan Athletic | 1–2    | Zulte Waregem          |
| -------------- | ------ | ---------------------- |
| Barnett 7'     | Report | Hazard 37' Malanda 88' |

| Zulte Waregem | 0–2    | Rubin Kazan                  |
| ------------- | ------ | ---------------------------- |
|               | Report | Natkho 79' (pen.) Rondón 85' |

| Maribor                 | 2–1    | Wigan Athletic   |
| ----------------------- | ------ | ---------------- |
| Mezga 43' Filipović 59' | Report | Gómez 41' (pen.) |

Notes
1. ^ a b c Zulte Waregem played their home matches at Jan Breydel Stadium, Bruges instead of their regular stadium, Regenboogstadion, Waregem.

### Grupa E
| Echipa                | MJ | V | E | Î | GM | GP | G  | Pct |
| --------------------- | -- | - | - | - | -- | -- | -- | --- |
| Fiorentina            | 6  | 5 | 1 | 0 | 12 | 3  | +9 | 16  |
| Dnipro Dnipropetrovsk | 6  | 4 | 0 | 2 | 11 | 5  | +6 | 12  |
| Paços de Ferreira     | 6  | 0 | 3 | 3 | 1  | 8  | −7 | 3   |
| Pandurii Târgu Jiu    | 6  | 0 | 2 | 4 | 3  | 11 | −8 | 2   |

| Fiorentina                      | 3–0    | Paços de Ferreira |
| ------------------------------- | ------ | ----------------- |
| Gonzalo 30' Matos 67' Rossi 76' | Report |                   |

| Pandurii Târgu Jiu | 0–1    | Dnipro Dnipropetrovsk |
| ------------------ | ------ | --------------------- |
|                    | Report | Rotan 38'             |

| Dnipro Dnipropetrovsk | 1–2    | Fiorentina                       |
| --------------------- | ------ | -------------------------------- |
| Seleznyov 57' (pen.)  | Report | Gonzalo 53' (pen.) Ambrosini 73' |

| Paços de Ferreira | 1–1    | Pandurii Târgu Jiu |
| ----------------- | ------ | ------------------ |
| Rui Miguel 49'    | Report | Momčilović 5'      |

| Paços de Ferreira | 0–2    | Dnipro Dnipropetrovsk     |
| ----------------- | ------ | ------------------------- |
|                   | Report | Rotan 83' Konoplyanka 86' |

| Fiorentina                         | 3–0    | Pandurii Târgu Jiu |
| ---------------------------------- | ------ | ------------------ |
| Joaquín 26' Matos 34' Cuadrado 69' | Report |                    |

| Dnipro Dnipropetrovsk       | 2–0    | Paços de Ferreira |
| --------------------------- | ------ | ----------------- |
| Matheus 44' Konoplyanka 66' | Report |                   |

| Pandurii Târgu Jiu | 1–2    | Fiorentina             |
| ------------------ | ------ | ---------------------- |
| Eric 32'           | Report | Matos 86' Valero 90+2' |

| Paços de Ferreira | 0–0    | Fiorentina |
| ----------------- | ------ | ---------- |
|                   | Report |            |

| Dnipro Dnipropetrovsk                              | 4–1    | Pandurii Târgu Jiu |
| -------------------------------------------------- | ------ | ------------------ |
| Kalinić 12' Zozulya 56' Shakhov 86' Kravchenko 89' | Report | Eric 70' (pen.)    |

| Fiorentina               | 2–1    | Dnipro Dnipropetrovsk |
| ------------------------ | ------ | --------------------- |
| Joaquín 42' Cuadrado 77' | Report | Konoplyanka 13'       |

| Pandurii Târgu Jiu | 0–0    | Paços de Ferreira |
| ------------------ | ------ | ----------------- |
|                    | Report |                   |

Notes
1. ^ a b c Pandurii Târgu Jiu a jucat meciurile de pe teren propriu pe Cluj Arena, Cluj-Napoca deoarece, Stadionul Tudor Vladimirescu, Târgu Jiu, nu beneficiază de standardele UEFA
2. ^ a b c Paços de Ferreira played their home matches at Estádio D. Afonso Henriques, Guimarães instead of their regular stadium, Estádio da Mata Real, Paços de Ferreira.

### Grupa F
| Echipa              | MJ | V | E | Î | GM | GP | G  | Pct |
| ------------------- | -- | - | - | - | -- | -- | -- | --- |
| Eintracht Frankfurt | 6  | 5 | 0 | 1 | 13 | 4  | +9 | 15  |
| Maccabi Tel Aviv    | 6  | 3 | 2 | 1 | 7  | 5  | +2 | 11  |
| APOEL               | 6  | 1 | 2 | 3 | 3  | 8  | −5 | 5   |
| Bordeaux            | 6  | 1 | 0 | 5 | 4  | 10 | −6 | 3   |

| Eintracht Frankfurt           | 3–0    | Bordeaux |
| ----------------------------- | ------ | -------- |
| Kadlec 4' Russ 16' Djakpa 52' | Report |          |

| Maccabi Tel Aviv | 0–0    | APOEL |
| ---------------- | ------ | ----- |
|                  | Report |       |

| APOEL | 0–3    | Eintracht Frankfurt                      |
| ----- | ------ | ---------------------------------------- |
|       | Report | Alexandrou 27' (o.g.) Lakić 59' Jung 66' |

| Bordeaux   | 1–2    | Maccabi Tel Aviv       |
| ---------- | ------ | ---------------------- |
| Jussiê 48' | Report | Yitzhaki 71' Micha 80' |

| Bordeaux              | 2–1    | APOEL         |
| --------------------- | ------ | ------------- |
| Sané 24' Henrique 90' | Report | Gonçalves 45' |

| Eintracht Frankfurt  | 2–0    | Maccabi Tel Aviv |
| -------------------- | ------ | ---------------- |
| Kadlec 13' Meier 53' | Report |                  |

| APOEL                     | 2–1    | Bordeaux   |
| ------------------------- | ------ | ---------- |
| Alexandrou 14' Morais 55' | Report | Sané 45+2' |

| Maccabi Tel Aviv                           | 4–2    | Eintracht Frankfurt        |
| ------------------------------------------ | ------ | -------------------------- |
| Zahavi 14', 90+4' (pen.) Yitzhaki 30', 35' | Report | Lakić 63' Meier 67' (pen.) |

| Bordeaux | 0–1    | Eintracht Frankfurt |
| -------- | ------ | ------------------- |
|          | Report | Lanig 83'           |

| APOEL | 0–0    | Maccabi Tel Aviv |
| ----- | ------ | ---------------- |
|       | Report |                  |

| Eintracht Frankfurt    | 2–0    | APOEL |
| ---------------------- | ------ | ----- |
| Schröck 68' Djakpa 77' | Report |       |

| Maccabi Tel Aviv  | 1–0    | Bordeaux |
| ----------------- | ------ | -------- |
| Zahavi 74' (pen.) | Report |          |

### Grupa G
| Echipa      | MJ | V | E | Î | GM | GP | G  | Pct |
| ----------- | -- | - | - | - | -- | -- | -- | --- |
| Genk        | 6  | 4 | 2 | 0 | 10 | 5  | +5 | 14  |
| Dynamo Kyiv | 6  | 3 | 1 | 2 | 11 | 7  | +4 | 10  |
| Rapid Viena | 6  | 1 | 3 | 2 | 8  | 10 | −2 | 6   |
| Thun        | 6  | 1 | 0 | 5 | 3  | 10 | −7 | 3   |

| Dynamo Kyiv | 0–1    | Genk       |
| ----------- | ------ | ---------- |
|             | Report | Gorius 62' |

| Thun             | 1–0    | Rapid Viena |
| ---------------- | ------ | ----------- |
| C. Schneuwly 35' | Report |             |

| Rapid Viena                   | 2–2    | Dynamo Kyiv                     |
| ----------------------------- | ------ | ------------------------------- |
| Burgstaller 53' Trimmel 90+4' | Report | Yarmolenko 30' Dibon 34' (o.g.) |

| Genk                  | 2–1    | Thun           |
| --------------------- | ------ | -------------- |
| Gorius 55' Vossen 63' | Report | Martínez 90+3' |

| Genk       | 1–1    | Rapid Viena  |
| ---------- | ------ | ------------ |
| Gorius 21' | Report | Sabitzer 82' |

| Dynamo Kyiv                           | 3–0    | Thun |
| ------------------------------------- | ------ | ---- |
| Yarmolenko 35' Mbokani 60' Husyev 78' | Report |      |

| Rapid Viena     | 2–2    | Genk                        |
| --------------- | ------ | --------------------------- |
| Boyd 40', 45+2' | Report | Mbodj 28' (pen.) Buffel 60' |

| Thun | 0–2    | Dynamo Kyiv                        |
| ---- | ------ | ---------------------------------- |
|      | Report | Schenkel 29' (o.g.) Yarmolenko 69' |

| Genk                                          | 3–1    | Dynamo Kyiv   |
| --------------------------------------------- | ------ | ------------- |
| Vossen 17' (pen.) Kumordzi 37' De Ceulaer 40' | Report | Yarmolenko 9' |

| Rapid Viena           | 2–1    | Thun      |
| --------------------- | ------ | --------- |
| Boyd 17' Bošković 64' | Report | Sadik 62' |

| Dynamo Kyiv                    | 3–1    | Rapid Viena |
| ------------------------------ | ------ | ----------- |
| Lens 22' Husyev 28' Veloso 70' | Report | Boyd 6'     |

| Thun | 0–1    | Genk       |
| ---- | ------ | ---------- |
|      | Report | Vossen 31' |

Notes
1. ^ a b c Rapid Viena played their home matches at Ernst-Happel-Stadion, Viena instead of their regular stadium, Gerhard Hanappi Stadium, Viena.

### Grupa H
| Echipa         | MJ | V | E | Î | GM | GP | G  | Pct |
| -------------- | -- | - | - | - | -- | -- | -- | --- |
| Sevilla        | 6  | 3 | 3 | 0 | 9  | 4  | +5 | 12  |
| Slovan Liberec | 6  | 2 | 3 | 1 | 9  | 8  | +1 | 9   |
| Freiburg       | 6  | 1 | 3 | 2 | 5  | 8  | −3 | 6   |
| Estoril        | 6  | 0 | 3 | 3 | 5  | 8  | −3 | 3   |

| Freiburg                        | 2–2    | Slovan Liberec               |
| ------------------------------- | ------ | ---------------------------- |
| Schuster 23' (pen.) Mehmedi 35' | Report | Kalytvyntsev 67' Rabušic 74' |

| Estoril          | 1–2    | Sevilla                |
| ---------------- | ------ | ---------------------- |
| Bruno Miguel 61' | Report | Vitolo 59' Gameiro 77' |

| Sevilla                        | 2–0    | Freiburg |
| ------------------------------ | ------ | -------- |
| Perotti 63' (pen.) Bacca 90+1' | Report |          |

| Slovan Liberec      | 2–1    | Estoril  |
| ------------------- | ------ | -------- |
| Šural 15' Kováč 62' | Report | Leal 45' |

| Slovan Liberec | 1–1    | Sevilla    |
| -------------- | ------ | ---------- |
| Rabušic 20'    | Report | Vitolo 88' |

| Freiburg   | 1–1    | Estoril  |
| ---------- | ------ | -------- |
| Darida 11' | Report | Sebá 53' |

| Sevilla     | 1–1    | Slovan Liberec |
| ----------- | ------ | -------------- |
| Perotti 29' | Report | Pavelka 71'    |

| Estoril | 0–0    | Freiburg |
| ------- | ------ | -------- |
|         | Report |          |

| Slovan Liberec | 1–2    | Freiburg                |
| -------------- | ------ | ----------------------- |
| Rybalka 81'    | Report | Ginter 23' Coquelin 73' |

| Sevilla    | 1–1    | Estoril       |
| ---------- | ------ | ------------- |
| Gameiro 7' | Report | Fernandes 90' |

| Freiburg | 0–2    | Sevilla                  |
| -------- | ------ | ------------------------ |
|          | Report | Iborra 40' Rusescu 90+4' |

| Estoril  | 1–2    | Slovan Liberec        |
| -------- | ------ | --------------------- |
| Sebá 82' | Report | Šural 18' Rabušic 70' |

### Grupa I
| Echipa               | MJ | V | E | Î | GM | GP | G  | Pct |
| -------------------- | -- | - | - | - | -- | -- | -- | --- |
| Lyon                 | 6  | 3 | 3 | 0 | 6  | 3  | +3 | 12  |
| Real Betis           | 6  | 2 | 3 | 1 | 3  | 2  | +1 | 9   |
| Vitória de Guimarães | 6  | 1 | 2 | 3 | 6  | 5  | +1 | 5   |
| Rijeka               | 6  | 0 | 4 | 2 | 2  | 7  | −5 | 4   |

| Real Betis | 0–0    | Lyon |
| ---------- | ------ | ---- |
|            | Report |      |

| Vitória de Guimarães                          | 4–0    | Rijeka |
| --------------------------------------------- | ------ | ------ |
| Ba 36' Plange 48' Maâzou 68' (pen.) André 81' | Report |        |

| Rijeka    | 1–1    | Real Betis  |
| --------- | ------ | ----------- |
| Benko 10' | Report | Cedrick 14' |

| Lyon         | 1–1    | Vitória de Guimarães |
| ------------ | ------ | -------------------- |
| Gonalons 53' | Report | Maâzou 39'           |

| Lyon        | 1–0    | Rijeka |
| ----------- | ------ | ------ |
| Grenier 65' | Report |        |

| Real Betis  | 1–0    | Vitória de Guimarães |
| ----------- | ------ | -------------------- |
| Vadillo 50' | Report |                      |

| Rijeka       | 1–1    | Lyon     |
| ------------ | ------ | -------- |
| Kramarić 21' | Report | Pléa 14' |

| Vitória de Guimarães | 0–1    | Real Betis  |
| -------------------- | ------ | ----------- |
|                      | Report | Chuli 90+4' |

| Lyon      | 1–0    | Real Betis |
| --------- | ------ | ---------- |
| Gomis 66' | Report |            |

| Rijeka | 0–0    | Vitória de Guimarães |
| ------ | ------ | -------------------- |
|        | Report |                      |

| Real Betis | 0–0    | Rijeka |
| ---------- | ------ | ------ |
|            | Report |        |

| Vitória de Guimarães | 1–2    | Lyon                       |
| -------------------- | ------ | -------------------------- |
| Tómané 11'           | Report | Gomis 62' (pen.) Ferri 65' |

### Grupa J
| Echipa           | MJ | V | E | Î | GM | GP | G  | Pct |
| ---------------- | -- | - | - | - | -- | -- | -- | --- |
| Trabzonspor      | 6  | 4 | 2 | 0 | 13 | 6  | +7 | 14  |
| Lazio            | 6  | 3 | 3 | 0 | 8  | 4  | +4 | 12  |
| Apollon Limassol | 6  | 1 | 1 | 4 | 5  | 10 | −5 | 4   |
| Legia Warsaw     | 6  | 1 | 0 | 5 | 2  | 8  | −6 | 3   |

| Apollon Limassol  | 1–2    | Trabzonspor             |
| ----------------- | ------ | ----------------------- |
| Sangoy 18' (pen.) | Report | Malouda 19' Erdoğan 86' |

| Lazio        | 1–0    | Legia Varșovia |
| ------------ | ------ | -------------- |
| Hernanes 53' | Report |                |

| Legia Varșovia | 0–1    | Apollon Limassol |
| -------------- | ------ | ---------------- |
|                | Report | Sangoy 56'       |

| Trabzonspor                                     | 3–3    | Lazio                       |
| ----------------------------------------------- | ------ | --------------------------- |
| Erdoğan 12' Mierzejewski 22' Paulo Henrique 35' | Report | Onazi 29' Floccari 84', 85' |

| Trabzonspor       | 2–0    | Legia Varșovia |
| ----------------- | ------ | -------------- |
| Janko 7' Adın 83' | Report |                |

| Apollon Limassol | 0–0    | Lazio |
| ---------------- | ------ | ----- |
|                  | Report |       |

| Legia Varșovia | 0–2    | Trabzonspor                |
| -------------- | ------ | -------------------------- |
|                | Report | Júnior 71' (o.g.) Adın 79' |

| Lazio             | 2–1    | Apollon Limassol |
| ----------------- | ------ | ---------------- |
| Floccari 14', 37' | Report | Papoulis 39'     |

| Trabzonspor                    | 4–2    | Apollon Limassol              |
| ------------------------------ | ------ | ----------------------------- |
| Adın 23', 61', 83' Aydoğdu 25' | Report | Abraham 68' Sangoy 80' (pen.) |

| Legia Varșovia | 0–2    | Lazio                         |
| -------------- | ------ | ----------------------------- |
|                | Report | Perea 24' Felipe Anderson 57' |

| Apollon Limassol | 0–2    | Legia Varșovia           |
| ---------------- | ------ | ------------------------ |
|                  | Report | Jodłowiec 8' Brzyski 63' |

| Lazio | 0–0    | Trabzonspor |
| ----- | ------ | ----------- |
|       | Report |             |

Notes
1. ^ a b c Apollon Limassol played their home matches at GSP Stadium, Nicosia instead of their regular stadium, Tsirion Stadium, Limassol.
2. ^ The Legia Warsaw v Apollon Limassol match was played behind closed doors due to punishment handed out by UEFA.[142]

### Grupa K
| Echipa            | MJ | V | E | Î | GM | GP | G   | Pct |
| ----------------- | -- | - | - | - | -- | -- | --- | --- |
| Tottenham Hotspur | 6  | 6 | 0 | 0 | 15 | 2  | +13 | 18  |
| Anzhi Makhachkala | 6  | 2 | 2 | 2 | 4  | 7  | −3  | 8   |
| Sheriff Tiraspol  | 6  | 1 | 3 | 2 | 5  | 6  | −1  | 6   |
| Tromsø            | 6  | 0 | 1 | 5 | 1  | 10 | −9  | 1   |

| Sheriff Tiraspol | 0–0    | Anzhi Makhachkala |
| ---------------- | ------ | ----------------- |
|                  | Report |                   |

| Tottenham Hotspur          | 3–0    | Tromsø |
| -------------------------- | ------ | ------ |
| Defoe 21', 29' Eriksen 86' | Report |        |

| Anzhi Makhachkala | 0–2    | Tottenham Hotspur    |
| ----------------- | ------ | -------------------- |
|                   | Report | Defoe 34' Chadli 39' |

| Tromsø       | 1–1    | Sheriff Tiraspol |
| ------------ | ------ | ---------------- |
| Ondrášek 65' | Report | Ricardinho 87'   |

| Anzhi Makhachkala | 1–0    | Tromsø |
| ----------------- | ------ | ------ |
| Burmistrov 19'    | Report |        |

| Sheriff Tiraspol | 0–2    | Tottenham Hotspur        |
| ---------------- | ------ | ------------------------ |
|                  | Report | Vertonghen 12' Defoe 75' |

| Tromsø | 0–1    | Anzhi Makhachkala |
| ------ | ------ | ----------------- |
|        | Report | Mkrtchyan 90+4'   |

| Tottenham Hotspur           | 2–1    | Sheriff Tiraspol |
| --------------------------- | ------ | ---------------- |
| Lamela 60' Defoe 67' (pen.) | Report | Isa 72'          |

| Anzhi Makhachkala | 1–1    | Sheriff Tiraspol |
| ----------------- | ------ | ---------------- |
| Epureanu 58'      | Report | Isa 53'          |

| Tromsø | 0–2    | Tottenham Hotspur               |
| ------ | ------ | ------------------------------- |
|        | Report | Čaušević 63' (o.g.) Dembélé 76' |

| Sheriff Tiraspol | 2–0    | Tromsø |
| ---------------- | ------ | ------ |
| Cadú 4' Isa 36'  | Report |        |

| Tottenham Hotspur                      | 4–1    | Anzhi Makhachkala |
| -------------------------------------- | ------ | ----------------- |
| Soldado 7', 16', 70' (pen.) Holtby 54' | Report | Ewerton 44'       |

Note
1. ^ a b c Anzhi Makhachkala played their home matches at Saturn Stadium, Ramenskoe instead of their regular stadium, Anzhi-Arena, Makhachkala.

### Grupa L
| Echipa             | MJ | V | E | Î | GM | GP | G  | Pct |
| ------------------ | -- | - | - | - | -- | -- | -- | --- |
| AZ                 | 6  | 3 | 3 | 0 | 8  | 4  | +4 | 12  |
| PAOK               | 6  | 3 | 3 | 0 | 10 | 6  | +4 | 12  |
| Maccabi Haifa      | 6  | 1 | 2 | 3 | 6  | 9  | −3 | 5   |
| Shakhter Karagandy | 6  | 0 | 2 | 4 | 5  | 10 | −5 | 2   |

Tiebreakers
- AZ are ranked ahead of PAOK on head-to-head away goals.

| Echipa | MJ | V | E | Î | GM | GP | G | GD | Pct |
| ------ | -- | - | - | - | -- | -- | - | -- | --- |
| AZ     | 2  | 0 | 2 | 0 | 3  | 3  | 0 | 2  | 2   |
| PAOK   | 2  | 0 | 2 | 0 | 3  | 3  | 0 | 1  | 2   |

| PAOK                         | 2–1    | Shakhter Karagandy |
| ---------------------------- | ------ | ------------------ |
| Athanasiadis 75' Vukić 90+2' | Report | Cañas 50' (pen.)   |

| Maccabi Haifa | 0–1    | AZ              |
| ------------- | ------ | --------------- |
|               | Report | Guðmundsson 70' |

| Shakhter Karagandy          | 2–2    | Maccabi Haifa         |
| --------------------------- | ------ | --------------------- |
| Finonchenko 40' Tarasov 45' | Report | Ezra 54' Turgeman 79' |

| AZ             | 1–1    | PAOK              |
| -------------- | ------ | ----------------- |
| Gouweleeuw 82' | Report | Salpingidis 90+3' |

| Shakhter Karagandy | 1–1    | AZ              |
| ------------------ | ------ | --------------- |
| Finonchenko 11'    | Report | Guðmundsson 26' |

| PAOK                                | 3–2    | Maccabi Haifa         |
| ----------------------------------- | ------ | --------------------- |
| Vítor 35' Ninis 39' Salpingidis 67' | Report | Ndlovu 13' Golasa 21' |

| AZ        | 1–0    | Shakhter Karagandy |
| --------- | ------ | ------------------ |
| Ortiz 55' | Report |                    |

| Maccabi Haifa | 0–0    | PAOK |
| ------------- | ------ | ---- |
|               | Report |      |

| Shakhter Karagandy | 0–2    | PAOK                           |
| ------------------ | ------ | ------------------------------ |
|                    | Report | Ðidić 54' (o.g.) Kitsiou 90+2' |

| AZ                           | 2–0    | Maccabi Haifa |
| ---------------------------- | ------ | ------------- |
| Gudelj 37' Guðmundsson 90+5' | Report |               |

| PAOK                            | 2–2    | AZ                        |
| ------------------------------- | ------ | ------------------------- |
| Lucas 37' (pen.) Pozoglou 90+4' | Report | Lam 31' Gorter 71' (pen.) |

| Maccabi Haifa             | 2–1    | Shakhter Karagandy |
| ------------------------- | ------ | ------------------ |
| Gozlan 72' Abuhatzira 80' | Report | Cañas 44' (pen.)   |

Notes
1. ^ The PAOK v Shakhter Karagandy match was played behind closed doors due to punishment handed out by UEFA.[167]
2. ^ a b c Shakhter Karagandy  played their home matches at Astana Arena, Astana instead of their regular stadium, Shakhtyor Stadium, Karaganda.